# Chaetonotus intermedius
Chaetonotus intermedius är en djurart som tillhör fylumet bukhårsdjur, och som beskrevs av Kisielewski 1991. Chaetonotus intermedius ingår i släktet Chaetonotus och familjen Chaetonotidae. Inga underarter finns listade i Catalogue of Life.